# Kerámia

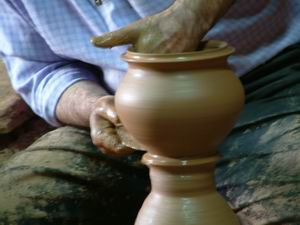
Korongozás közben (Kappadókia, Törökország)

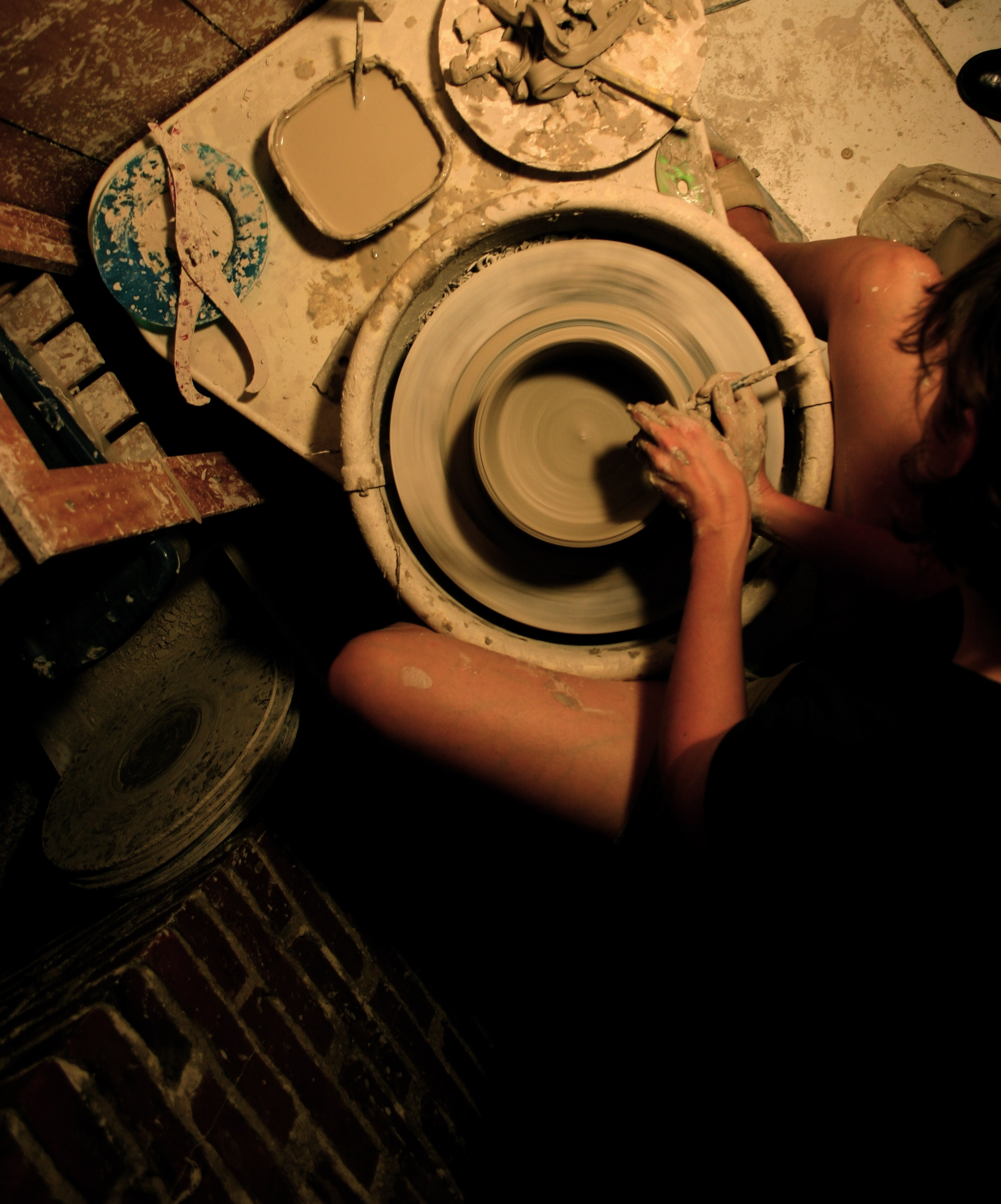
Egy memphisi fazekas

A kerámia a görög kerameia („kiégetett”) szóból származik. Egykor csak az agyagból, döntően kaolinból rideggé, keménnyé kiégetett tárgyakat nevezték kerámiáknak, manapság a legtöbb olyan szervetlen, nemfémes, szilárd anyagot, amit nagy hőmérsékleten állítanak elő. Ebben az értelemben kerámiák az olyan oxid-, foszfát-, fluorit-, karbid-, de akár szulfidtartalmú termékek is, amelyek tulajdonságai és alkalmazhatósága a hagyományos, szilikát alapú kerámiákétól lényegesen eltérhetnek.

## A kerámiák csoportosítása
A kerámia termékeket sokféle módon lehet csoportosítani
- Porozitás szerint: porózus cserepű (fazekasáru, keménycserép), tömör cserepű vagy fagyálló (porelán, kőcserép, keramit).
- Égetési hőmérséklet szerint: alacsonytüzű kerámia (1000 fok alatt égetett, porózus kerámia), magastüzű kerámia (1000 fok felett, tömörre égetett kerámia.)
- Mázas vagy mázatlan  (terrakotta).
- Műgyűjtés: fazekas termék, kőcserép, keménycserép, porcelán. Továbbá: fajansz, majolika, porcelánfajansz, pirogránit.
- Kutatási terület szerint: Régészeti- , néprajzi- , iparművészeti kerámia.
- Régészet korok szerint, pl. bükki kultúra edényei. Ókori görög kylix. Terra sigillata tál. Avar sárga bögre. Középkori kerámiák. Metélt-mázas edények. Habán fajansz stb.
- Néprajzi kerámiák: Lángálló (szabad tűzön való főzést bírja). Magas vagy fennálló edények (fazék, korsó, kanta, bokály stb.) és lapos edények (tálak, tányérok).
- Használat szerinti: pl. elektrokerámia, étkezési kerámia, épületkerámia (építőipari kerámia), fémkerámia, műszaki porcelán, orvosi kerámia (protézisek, műfogak).
- Ipari előállítás: finomkerámia (használati edények, szobrok, művészi kerámiák, szaniter áru, porcelán), durvakerámia (kályhacsempe, tetőcserép, tégla).
- Ipari felhasználás: szerkezeti kerámiák - téglák, csövek, kemencebélések. Hőálló anyagok - paplanok, szigetelések. Funkcionális kerámiák - fúvókák, implantátumok, urán-oxid pasztillák.

## A funkcionális kerámiák osztályozása
A funkcionális kerámiák tovább csoportosíthatók három alcsoportba:
- oxidok - alumínium-oxid, berillium-oxid, cérium(IV)-oxid
- nem-oxidok - karbidok, boridok, szilicidek, nitridek
- Kompozitanyagok - kerámia-mátrix kompozitok

## Ma Magyarországon
Kerámiaművészetből 1964-ben indult el Gmundenben a nemzetközi szimpozionmozgalom. 1969-ben volt az első szimpozion Siklóson. 1968-ban megrendezték az I. Országos Kerámia Biennálét Pécsett. Az 1970-es évektől a Kecskeméti Kerámia Stúdió jelenítette meg a nemzetközi kerámiaművészet élvonalát a magyar művészek számára. A Nemzetközi Kerámia Stúdió a mai magyar kerámiaművészet fontos színhelye. Eredményeiről rangos kiállítások tanúskodnak (Iparművészeti Múzeum 1995, Vigadó Galéria 1998, Kerámia Fesztivál). 1999-ben jelentős kiállítást rendezett az Iparművészeti Múzeum az 1968 körüli termékekből. 2000-ben a Gödöllői Királyi Kastélyban 5 kontinens kerámiaművészetét mutatták be.
Kerámiaművészetet a Képző- és Iparművészeti Szakközépiskolában és Moholy-Nagy Művészeti Egyetemen lehet tanulni.